# Sword Beach
 (septembre 2017).
Si vous disposez d'ouvrages ou d'articles de référence ou si vous connaissez des sites web de qualité traitant du thème abordé ici, merci de compléter l'article en donnant les références utiles à sa vérifiabilité et en les liant à la section « Notes et références ».
Seconde Guerre mondiale
Batailles
Opérations de débarquement (Neptune)
- Tonga (Deadstick, Batterie de Merville)
- Albany (Chicago, Manoir de Brécourt)
- Boston (Detroit)
- Utah Beach
- Omaha Beach (Pointe du Hoc)
- Gold Beach
- Juno Beach
- Sword Beach

Secteur anglo-canadien
- Caen
- Authie
- Perch (Villers-Bocage)
- Putot
- Bretteville-l'Orgueilleuse
- Norrey
- Mesnil-Patry
- Martlet
- Epsom
- Windsor
- Charnwood
- Jupiter
- Atlantic
- Goodwood
- Crête de Verrières
- Spring
- Bluecoat
- Totalize
- Tractable

Secteur américain
- Carentan
- Cotentin
- Cherbourg (Bombardement)
- Bataille des Haies (Elle, Saint-Lô, La Haye-du-Puits)
- Cobra
- Mortain

Fin de la bataille de Normandie et libération de l'Ouest
- Rennes
- Saint-Malo
- Brest
- Poche de Falaise
- Chambois
- Paris

Mémoire et commémorations
- Cimetières militaires de la bataille de Normandie
- Commémorations du 70e anniversaire
- Projet UNESCO de classement des plages

Sword Beach est le nom donné à l'une des cinq plages du débarquement allié en Normandie le 6 juin 1944 lors de la Seconde Guerre mondiale. Cette plage est attribuée à la Seconde armée britannique. C'est la seule des cinq plages du débarquement où débarquent des commandos français.

## Objectifs de l'opération

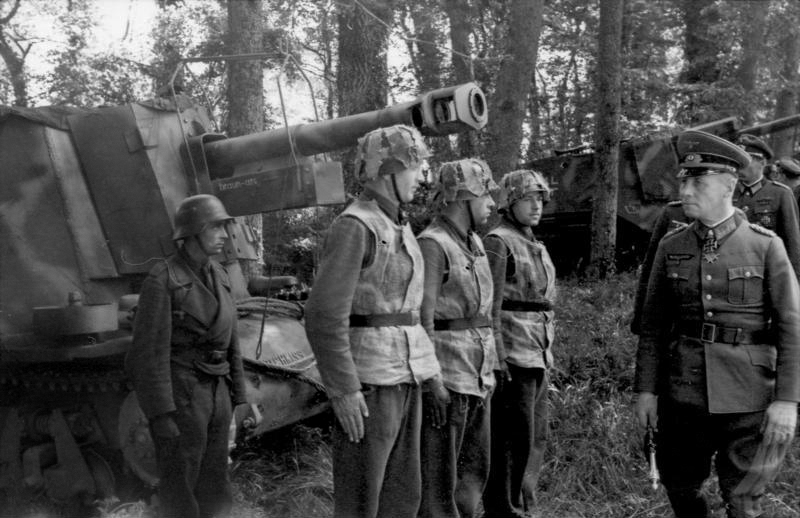
Erwin Rommel inspectant des éléments de la 21e Panzer Division dont un canon 7,5-cm PaK 40 monté sur un châssis de Hotchkiss H39 français (GW H39 7.5 cm Pak 40), mai 1944

Cette plage s'étend sur 8 km de Ouistreham à Saint-Aubin-sur-Mer en passant par les communes de  Colleville-Montgomery (anciennement Colleville-sur-Orne), Hermanville-sur-Mer, Luc-sur-Mer, Lion-sur-Mer et Langrune-sur-Mer. C'est le point de débarquement le plus à l'est et situé à environ 15 km de Caen.
Cette plage, à l'instar des quatre autres, est divisée en secteurs. D'ouest en est : Oboe, Peter, Queen et Roger.
Les objectifs initiaux de la journée sont de:
- S'installer sur la rive droite de l'Orne
- S'emparer de la ville de Caen
- Prendre l'aérodrome de Caen-Carpiquet
- Etablir la liaison avec la 3ème DI Canadienne (Juno Beach) et la 6ème Airbonne (aéroportée près des pont sur l'Orne)

En raison des bancs de sable et des récifs côtiers, ainsi que l'importance des défenses allemandes à Riva-Bella, l'attaque a finalement lieu sur un front assez étroit devant Hermanville au lieu-dit la « Brèche » dans le secteur Queen. Les parachutistes britanniques de la 6e aéroportée ont préalablement détruit les batteries de Merville et tiennent déjà les ponts sur l’Orne.
Les troupes allemandes défendant la plage font partie de la 716e division mais en deuxième ligne se trouve la 21e Panzerdivision, composée de vétérans de la campagne d'Afrique du nord et de recrues moins expérimentées. La centaine de chars équipant cette division sont majoritairement des chars capturés aux Français en 1940 et aux Soviétiques en 1941-1942 (transformés par le Baukommando Becker). Ces chars éprouveront quelques difficultés face aux Sherman. Le reste du régiment de chars du Pz.Rgt.22 est doté de Panzer IV Ausf. H qui sont assez moderne pour pouvoir lutter contre les chars alliés. L'unité de canons d'assaut de Becker ne participa pas aux combats du premier jour, mais le 9 juin, trois de ses batteries fournissaient un appui-feu au 125e régiment de Panzergrenadier. Les obusiers 10,5 cm leFH 18 et les canons 7,5-cm PaK 40 étaient des armes antichar efficaces. Les troupes alliées confondaient souvent le 7,5 cm PaK40/1 auf Geschuetzwagen Lorraine Schleppers avec un Canon de 88 mm.

## Déroulement

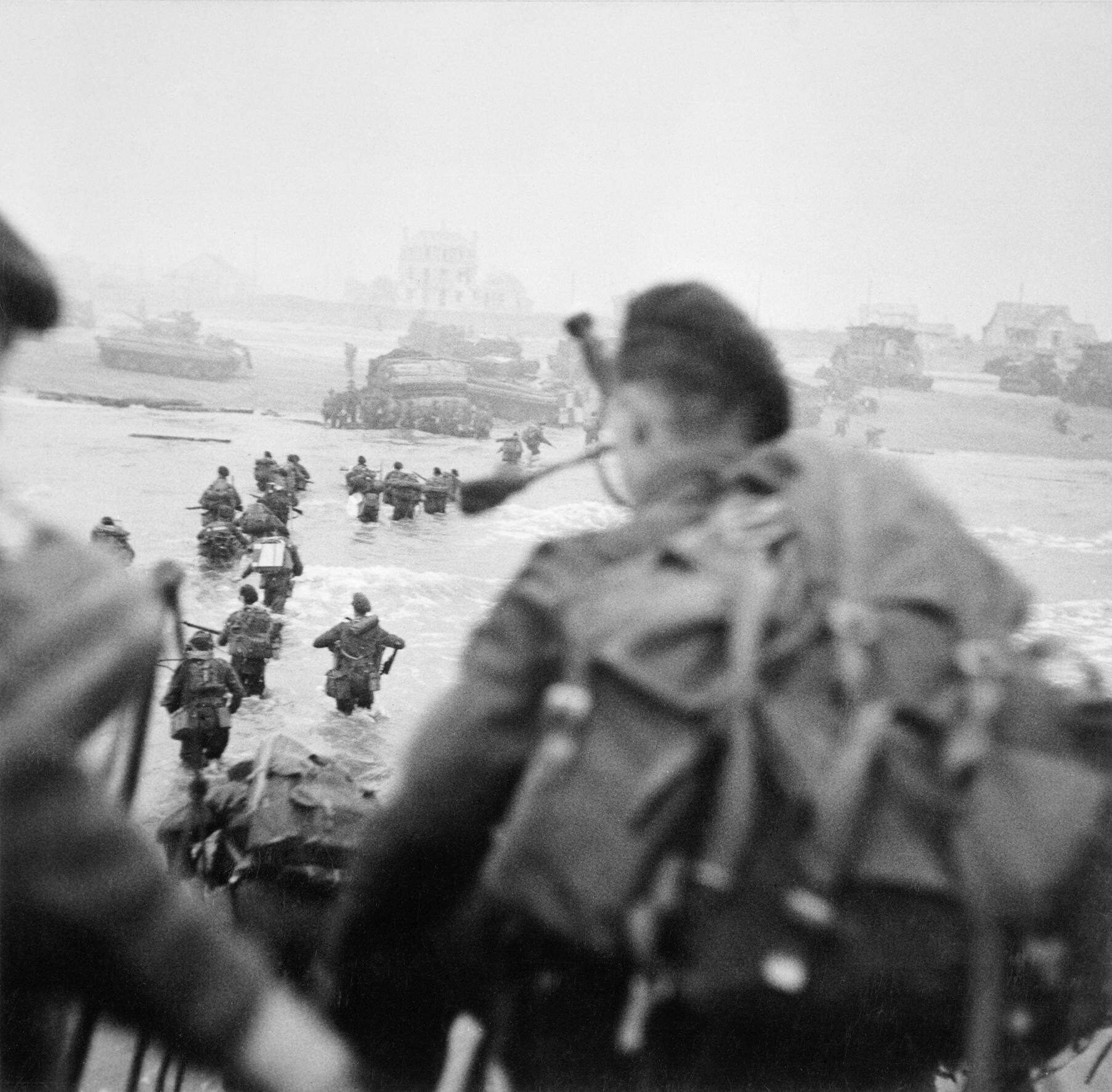
Troupes britanniques débarquant, on aperçoit à droite le piper Bill Millin

À 5 km du rivage, les chars amphibies Sherman DD (Duplex Drive) sont mis à l'eau dans une mer agitée, mais 34 sur 40 pourront atteindre le rivage et assurer une protection à l'infanterie qui commence à débarquer.
Des régiments anglais engagés dans la bataille, c'est le 1er bataillon du South Lancashire Regiment, premier à débarquer dans la zone Queen White (à 7 h 25), qui va subir les plus lourdes pertes. Le 2e bataillon du East Yorkshire Regiment débarqué en même temps dans la zone Queen Red sera plus chanceux et subira moins de pertes.
La 1re brigade spéciale de Lord Lovat (comptant dans ses rangs le Commando no 4 dont les 177 fusiliers-marins français du commandant Philippe Kieffer), après avoir pris Ouistreham à l’issue de combats de rues meurtriers, a atteint les ponts de Bénouville (code Euston 1) et Ranville (code Euston 2) et opéré ainsi la jonction avec les parachutistes. Moins heureux, le 41e commando de Royal Marines butte encore sur les solides retranchements allemands dans Lion-sur-Mer.
Plus de la moitié de la centaine de chars d’assaut de la contre-attaque de la 21e division de Panzer en fin d’après-midi furent détruits ou neutralisés. La journée finit pour les Britanniques avec 30 000 hommes débarqués et 700 victimes. Au début du jour suivant, ils font leur jonction avec les forces canadiennes débarquées à Juno Beach.

## Couverture navale
- HMS Warspite ;
- HMS Ramillies ;
- HMS Mauritius ;
- HMS Arethusa ;
- HMS Frobisher ;
- HMS Dragon ;
- HMS Danae ;
- HMS Roberts ;
- 13 destroyers.

## Unités débarquées le 6 juin
- 3e Division d'Infanterie britannique
- No 4 Commando, dont fait partie le 1er Bataillon de Fusiliers Marins Commandos (177 hommes) sous les ordres du commandant Philippe Kieffer (France)